# Xian de Huidong (Sichuan)
Pour les articles homonymes, voir Huidong.
Le xian de Huidong (会东县 ; pinyin : Huìdōng Xiàn) est un district administratif de la province du Sichuan en Chine. Il est placé sous la juridiction de la préfecture autonome yi de Liangshan.

## Démographie
La population du district était de 356 004 habitants en 1999.